# Fern Forest
Pour les articles homonymes, voir Fern.
Ne doit pas être confondu avec Fern Acres.
Fern Forest est une zone de recensement américaine (census-designated place) située dans le district de Puna, dans le comté de Hawaï de l'État du même nom, dans le Sud-Est de l'île d'Hawaï.
La localité se trouve sur les flancs du Kīlauea, au nord-est de sa caldeira sommitale.